# Kreis Kistelek
Der Kreis Kistelek (ungarisch Kisteleki járás) ist ein Kreis im Westen des südungarischen Komitats Csongrád-Csanád. Er grenzt im Westen an das Komitat Bács-Kiskun.

## Geschichte
Der Kreis ging während der ungarischen Verwaltungsreform Anfang 2013 unverändert mit allen sechs Gemeinden aus dem gleichnamigen Kleingebiet (Kisteleki kistérség) hervor.

## Gemeindeübersicht
Der Kreis Kistelek hat eine durchschnittliche Gemeindegröße von 2.987 Einwohnern auf einer Fläche von 68,37 Quadratkilometern. Die Bevölkerungsdichte des zweitkleinsten und bevölkerungsärmsten Kreises beträgt nur die Hälfte des Komitatsdurchschnitts. Verwaltungssitz ist die Stadt Kistelek im Zentrum des Kreises.
| Gemeinde       | Status   | Herkunft Kleingebiet | Einwohnerzahl | Einwohnerzahl | Einwohnerzahl | Fläche     | Bevölkerungs- dichte (Ew./km²) |
| Gemeinde       | Status   | Herkunft Kleingebiet | 01.10.2011    | 01.01.2013    | 01.01.2016    | 01.01.2016 | Bevölkerungs- dichte (Ew./km²) |
| -------------- | -------- | -------------------- | ------------- | ------------- | ------------- | ---------- | ------------------------------ |
| Baks           | Gemeinde | Kistelek             | 2.005         | 2.018         | 1.956         | 61,92      | 31,6                           |
| Balástya       | Gemeinde | Kistelek             | 3.498         | 3.481         | 3.445         | 110,00     | 31,3                           |
| Csengele       | Gemeinde | Kistelek             | 1.947         | 2.033         | 1.981         | 60,66      | 32,7                           |
| Kistelek       | Stadt    | Kistelek             | 7.103         | 7.138         | 6.968         | 69,19      | 100,7                          |
| Ópusztaszer    | Gemeinde | Kistelek             | 2.174         | 2.292         | 2.189         | 59,50      | 36,8                           |
| Pusztaszer     | Gemeinde | Kistelek             | 1.458         | 1.467         | 1.385         | 48,93      | 28,3                           |
| Kreis Kistelek |          |                      | 18.185        | 18.429        | 17.924        | 410,20     | 43,7                           |